# FC Platanias
FC Platanias (gr. Α.Ο. Πλατανιά) – grecki klub piłkarski, założony 15 marca 1931, rozwiązany 6 sierpnia 2021. Do sierpnia 2012 r. miał siedzibę w Platanias, a od sierpnia 2012 r. w Chanii. Przez sześć sezonów (w latach 2012–2018) występował na najwyższym szczeblu ligowym.

## Historia
Klub został założony 15 marca 1931 przez Antonisa Varouxakisa i został członkiem EPO o numerze rejestracyjnym 742. Przez dłuższy czas występował w niższych klasach rozgrywkowych na Krecie. W sezonie 2009/10 zadebiutował w trzeciej lidze. W następnym sezonie zajął 5. miejsce w trzeciej lidze. Po aferze Koriopolis wiele klubów było zmuszonych opuścić drugą ligę, w związku z czym FC Platanias uzyskał promocję na ten szczebel. Debiutancki sezon 2011/12 był udany – zespół zajął 5. miejsce i w barażach zdobył historyczny awans do pierwszej ligi.

## Sukcesy

### Trofea międzynarodowe
Nie uczestniczył w rozgrywkach europejskich.

### Trofea krajowe
| \| \| Zdobyte trofea w rozgrywkach Grecji (stan na: ) \| |                                                 |      |          |
| Rozgrywki                                                | Osiągnięcie                                     | Razy | Sezon(y) |
| · Mistrzostwo                                            | I miejsce                                       | 0    |          |
| · Mistrzostwo                                            | II miejsce                                      | 0    |          |
| · Mistrzostwo                                            | III miejsce                                     | 0    |          |
| Puchar                                                   | zdobywca                                        | 0    |          |
| Puchar                                                   | finalista                                       | 0    |          |
| Puchar                                                   | 1/8 finału                                      | 1    | 2013     |
| II liga                                                  | I miejsce                                       | 0    |          |
| II liga                                                  | II miejsce                                      | 0    |          |
| II liga                                                  | III miejsce                                     | 0    |          |
| II liga                                                  | 5. miejsce                                      | 1    | 2012     |
| Grecja                                                   | Zdobyte trofea w rozgrywkach Grecji (stan na: ) |      |          |

## Stadion
Od sierpnia 2012 r. do dnia rozwiązania klubu, domowym obiektem drużyny był - wyremontowany w 2012 r. - stadion miejski Perivolia w Chanii, z dwiema trybunami o łącznej pojemności 4527 miejsc. Wcześniej spotkania w roli gospodarza zespół rozgrywał na boiskach w Platanias (1959–2011) oraz Maleme (2011–2012).